# Малинськ (станція)
Ма́линськ — проміжна залізнична станція 5-го класу Рівненської дирекції Львівської залізниці на залізничній лінії Сарни — Рівне між зупинними платформами Карачун (відстань 6 км) та Яринівка (відстань 8 км).
Розташована в селі Малинськ Березнівського району Рівненської області.

## Історія
Залізничне сполучення на лінії Сарни — Рівне було відкрито 1885 року. 1900 року для вивезення лісу було збудовано роз'їзд Яринівка, від якого було прокладено вузькоколійну залізницю до лісів. 1907 року при станції було збудовано паровозне депо, що обслуговувало вузькоколійку.
1913 року на місці роз'їзду було збудовано залізничну станцію на 4 колії і створено нинішню станцію Малинськ.
21 листопада 2006 році було відкрито новий вокзал станції Малинськ, який почали будувати ще в радянські часи, і який є окрасою села в даний час.

## Сучасний стан
У 2018 році Укрзалізниця вийшла з пропозицією закрити станцію Малинськ через невеликий об'єм роботи — кількість відвантажених вагонів не покриває затрати на обслуговування станції.

## Розклад руху
Щоденно чотири приміські дизель-потяги курсують у кожному з двох напрямків. Наразі жоден пасажирський потяг у Малинську не зупиняється.
На Рівне (час у дорозі 1 год. 40 хв.)
- Дизель-потяг № 6341 05:35/05:36
- Дизель-потяг № 6343 08:26/08:27
- Дизель-потяг № 6389 16:19/16:20
- Дизель-потяг № 6349 20:42/20:43

На Сарни (час у дорозі 40 хв.)
- Дизель-потяг № 6330 09:03/09:07
- Дизель-потяг № 6334 14:25/14:26
- Дизель-потяг № 6336 19:19/19:20
- Дизель-потяг № 6338 22:00/22:01

## Галерея

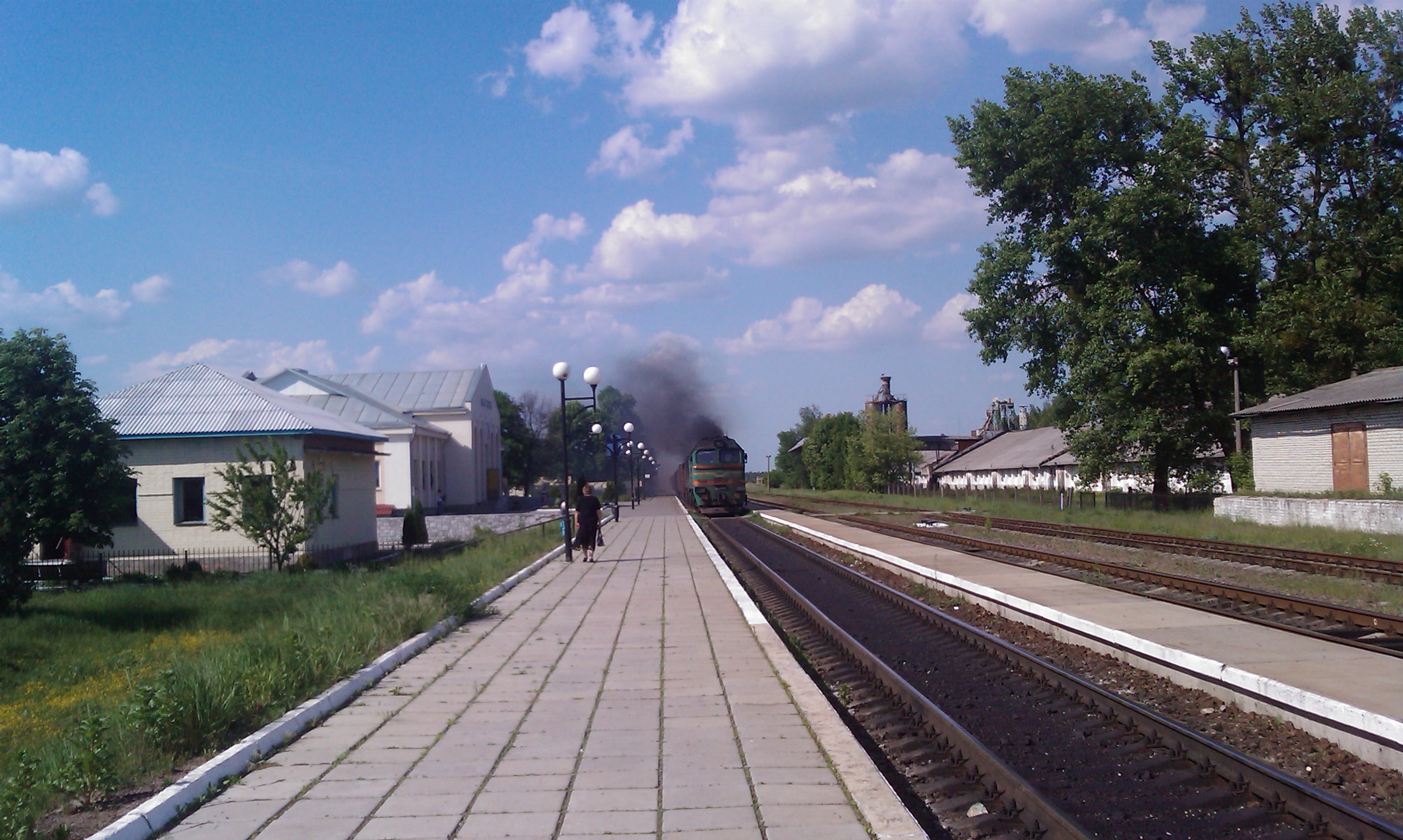
Загальний вигляд станції Малинськ
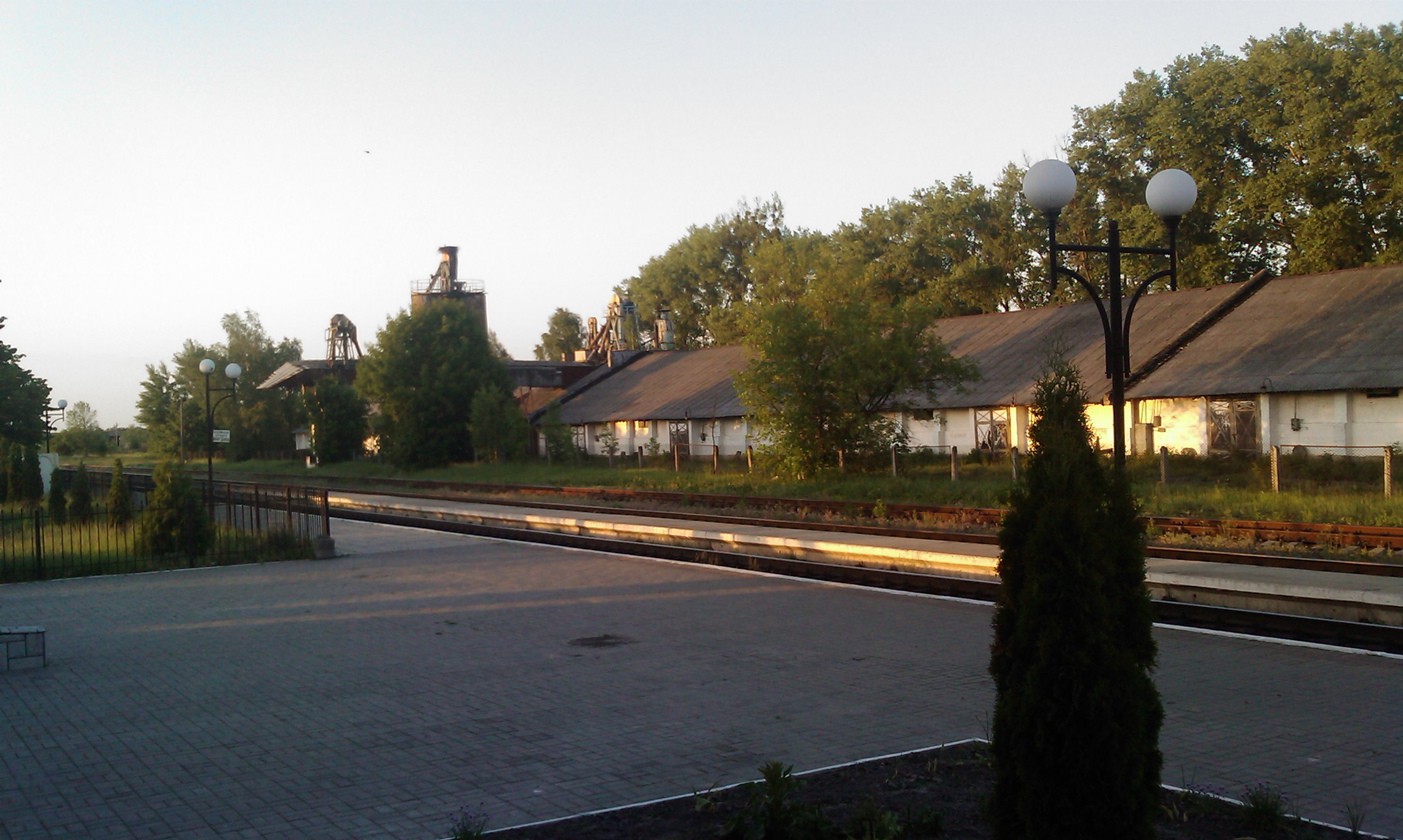
Перон
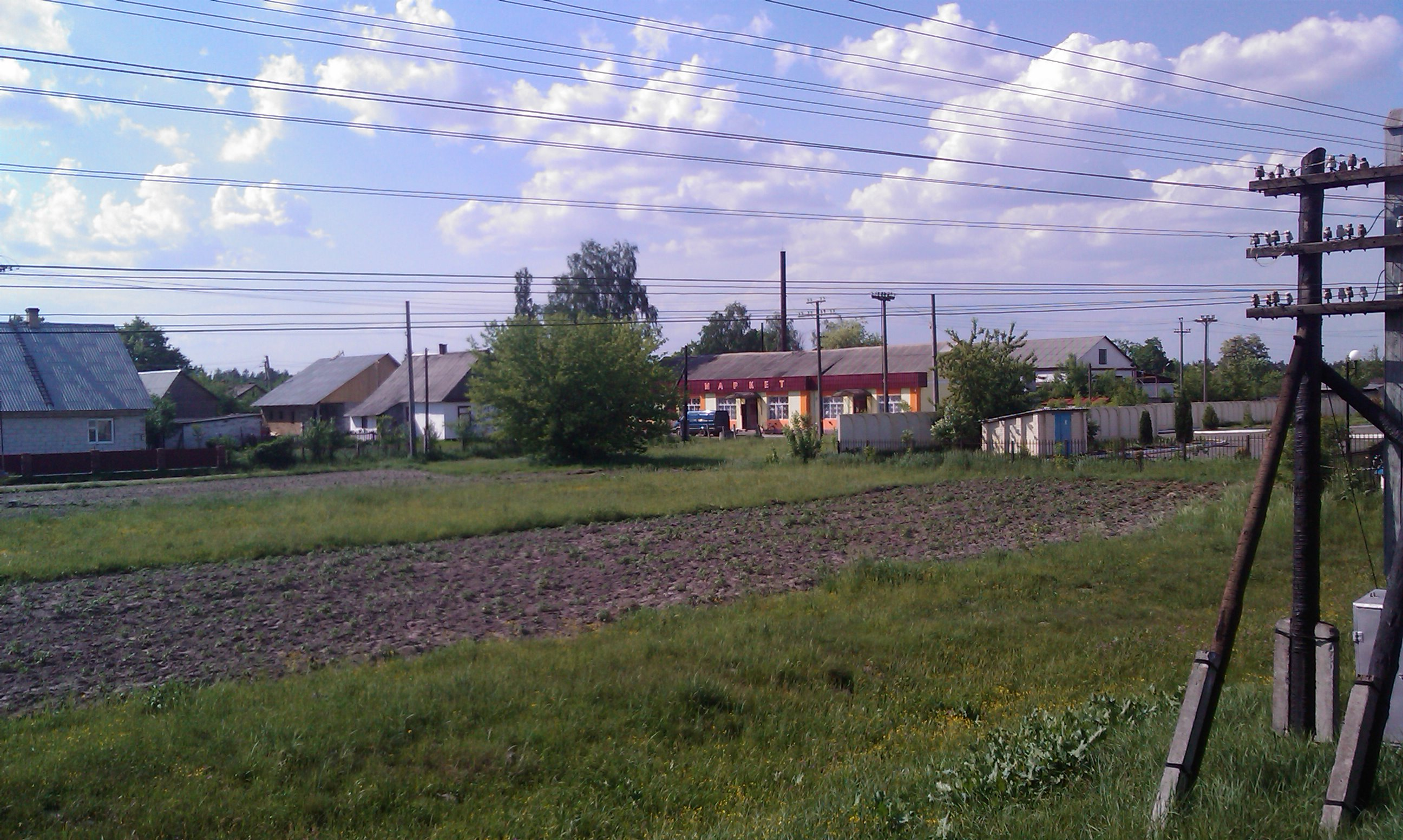
Городи біля вокзалу